# I Really Like You
«I Really Like You» (рус. Ты мне действительно нравишься) — песня, записанная канадской певицей Карли Рэй Джепсен и выпущенная в качестве первого сингла с её будущего третьего студийного альбома. Композиция была написана самой Джепсен, при участии Джейкоба Кэшера, Питера Свенссона и Макса Мартина.

## Отзывы критиков
Песня получила множество положительных отзывов от музыкальных критиков, которые отмечали коммерческий потенциал композиции.

## Живые выступления
Джепсен впервые исполнила песню в день релиза на Good Morning America.